# 国务院常务会议 (第十四届)
国务院常务会议（第十四届），是第十四届中华人民共和国国务院在第十四届全国人民代表大会任期内（2023年3月12日至今）举行的常务会议。

## 组成人员
| 排名 | 姓名   | 党职                                                                               | 公职                                                                              | 備註                     |
| ---- | ------ | ---------------------------------------------------------------------------------- | --------------------------------------------------------------------------------- | ------------------------ |
| 1    | 李強   | 中共中央政治局常委 國務院黨組書記                                                  | 中華人民共和國國務院總理                                                          |                          |
| 2    | 丁薛祥 | 中共中央政治局常委 國務院黨組副書記                                                | 中華人民共和國國務院副總理                                                        |                          |
| 3    | 何立峰 | 中共中央政治局委員 國務院黨組成員                                                  | 中華人民共和國國務院副總理                                                        |                          |
| 4    | 張國清 | 中共中央政治局委員 國務院黨組成員                                                  | 中華人民共和國國務院副總理                                                        |                          |
| 5    | 劉國中 | 中共中央政治局委員 國務院黨組成員                                                  | 中華人民共和國國務院副總理                                                        |                          |
| 6    | 李尚福 | 中共中央委員 中共中央軍委委員 國務院黨組成員                                       | 國家中央軍委委員 國務委員兼國防部部長                                             | 2023年10月24日被免去职务 |
| 7    | 王小洪 | 中共中央委員 中共中央書記處書記 中共中央政法委副書記 國務院黨組成員 公安部黨委書記 | 國務委員兼公安部部長                                                              |                          |
| 8    | 吳政隆 | 中共中央委員 國務院黨組成員 國務院機關黨組書記                                     | 國務委員兼國務院秘書長                                                            |                          |
| 9    | 諶貽琴 | 中共中央委員 國務院黨組成員                                                        | 國務委員 全國婦聯主席                                                             |                          |
| 10   | 秦剛   | 中共中央委員 國務院黨組成員                                                        | 國務委員 （2023年7月25日至10月24日） 國務委員兼外交部部長 （任期至2023年7月25日） | 2023年10月24日被免去职务 |

## 历次常务会议

### 2023年
| 次數 | 時間           | 議程 | 來源   |
| ---- | -------------- | --- | ------ |
| 1    | 2023年3月14日  | - 研究國務院機構設置有關工作 - 討論《國務院工作規則（修訂稿）》。新一屆國務院開始全面履職。 | [ 1 ]  |
| 2    | 2023年3月24日  | - 確定國務院2023年重點工作分工 - 研究優化完善部分階段性稅費優惠政策 - 審議三農重點任務工作方案，聽取鞏固拓展脫貧攻堅成果情況彙報 | [ 2 ]  |
| 3    | 2023年4月7日   | - 研究推动外贸稳规模优结构的政策措施 - 审议通过《无人驾驶航空器飞行管理暂行条例（草案）》 - 决定延续实施国家助学贷款免息及本金延期偿还政策。 | [ 3 ]  |
| 4    | 2023年4月14日  | - 修订通过《商用密码管理条例》 | [ 4 ]  |
| 5    | 2023年5月5日   | - 审议通过关于加快发展先进制造业集群的意见 - 部署加快建设充电基础设施，更好支持新能源汽车下乡和乡村振兴 | [ 5 ]  |
| 6    | 2023年5月19日  | - 研究落实建设全国统一大市场部署总体工作方案和近期举措 - 审议通过《关于加强医疗保障基金使用常态化监管的实施意见》 | [ 6 ]  |
| 7    | 2023年6月2日   | - 听取优化营商环境工作进展及下一步重点举措汇报 - 研究促进新能源汽车产业高质量发展的政策措施 - 讨论并原则通过《中华人民共和国学前教育法（草案）》 | [ 7 ]  |
| 8    | 2023年6月16日  | - 审议通过《私募投资基金监督管理条例》 | [ 8 ]  |
| 9    | 2023年6月29日  | - 审议通过《中华人民共和国领事保护与协助条例》 | [ 9 ]  |
| 10   | 2023年7月14日  | - 听取迎峰度夏能源电力安全保供工作情况汇报 - 审议通过《关于积极稳步推进超大特大城市“平急两用”公共基础设施建设的指导意见》 - 研究部署中央预算执行和其他财政收支审计查出问题整改工作 | [ 10 ] |
| 11   | 2023年7月21日  | - 审议通过《社会保险经办条例》 | [ 11 ] |
| 12   | 2023年7月31日  | - 学习贯彻习近平总书记关于当前经济形势和经济工作的重要讲话精神 - 研究有关到期阶段性政策的后续安排 - 决定核准山东石岛湾、福建宁德、辽宁徐大堡核电项目 - 讨论《关于延长授权国务院在粤港澳大湾区内地九市开展香港法律执业者和澳门执业律师取得内地执业资质和从事律师职业试点工作期限的决定（草案）》 | [ 12 ] |
| 13   | 2023年8月8日   | - 貫徹落實習近平總書記關於防汛救災工作的重要指示精神 - 聽取當前防汛抗洪救災情況彙報，研究下一步做好防汛搶險救災、群眾生活保障和災後恢復重建工作舉措 | [ 13 ] |
| 14   | 2023年8月25日  | - 審議通過《醫藥工業高品質發展行動計畫（2023－2025年）》；《醫療裝備產業高品質發展行動計畫（2023－2025年）》；和《關於規劃建設保障性住房的指導意見》 | [ 14 ] |
| 15   | 2023年9月20日  | - 审议通过《未成年人网络保护条例》 | [ 15 ] |
| 16   | 2023年10月10日 | - 審議透過《加強低收入人口動態監測 做好分層分類社會救助工作的意見》、《積極發展老年助餐服務行動方案》及《專利轉換運用專項行動方案（2023－2025年）》 | [ 16 ] |
| 17   | 2023年10月20日 | - 审议通过《人体器官捐献和移植条例》 | [ 17 ] |
| 18   | 2023年11月3日  | - 研究推動稀土產業高品質發展有關工作 - 討論《中華人民共和國國境衛生檢疫法（修訂草案）》 - 審議透過《中華人民共和國專利法實施細則（修正草案）》 | [ 18 ] |
| 19   | 2023年11月24日 | - 审议通过《非银行支付机构监督管理条例》 | [ 19 ] |
| 20   | 2023年12月1日  | - 聽取推動高品質發展綜合督查情況報告 - 研究明確關於加速內外貿一體化發展的若干措施 - 討論《中華人民共和國礦產資源法（修訂草案）》 - 研究生物育種產業化有關工作 | [ 20 ] |
| 21   | 2023年12月18日 | - 审议通过《国务院关于修改〈消耗臭氧层物质管理条例〉的决定》 | [ 21 ] |
| 22   | 2023年12月29日 | - 研究深入推進以人為本的新型城鎮化有關舉措，決定核准廣東太平嶺、浙江金七門核電專案 - 討論《中華人民共和國統計法（修正草案）》 - 審議通過《中華人民共和國檔案法實施條例（草案）》和《國務院關於經營者集中申報標準的規定（修訂草案）》                                                            | [ 22 ] |

### 2024年
- 第23次常务会议（2024年1月5日）：研究發展銀髮經濟、增進老年人福祉的政策舉措，審議進一步優化政務服務、提升行政效能、推動“高效辦成一件事”的指導意見，聽取保障農民工工資支付情況彙報，討論《中華人民共和國會計法（修正草案）》和《中華人民共和國能源法（草案）》，審議通過《碳排放權交易管理暫行條例（草案）》。[23]
- 第24次常务会议（2024年1月22日）：聽取資本市場運行情況及工作考慮的匯報，要求採取更加有力有效措施，著力穩市場、穩信心，促進資本市場平穩健康發展。進一步健全完善資本市場基礎制度，更加注重投融資動態平衡，大力提升上市公司質量和投資價值，加大中長期資金入市力度，增強市場內在穩定性。 要加強資本市場監管，對違法違規行為「零容忍」，打造規範透明的市場環境。要採取更加有力有效措施，著力穩市場、穩信心。要增強宏觀政策取向一致性，加強政策工具創新和協調配合，鞏固和增強經濟回升向好態勢，促進資本市場平穩健康發展。[24]
- 第25次常务会议（2024年2月2日）：研究進一步優化營商環境相關工作；審議通過《國務院關於進一步規範與監督罰款設定與實施的指導意見（送審稿）》；決定一攬子修改廢止部分行政法規；聽取加強及改善緊急管理工作報告；部署近期低溫雨雪冰凍災害防範應變工作。[25]
- 第26次常务会议（2024年2月23日）：聽取2023年國務院部門辦理全國人大代表建議和全國政協提案工作情況報告；研究更大力度吸引和利用外資的政策舉措；部署進一步做好防範化解地方債務風險工作；審議通過《關於進一步優化支付服務提升支付便利性的意見》等。[26]
- 第27次常务会议（2024年3月1日）：審議透過《推動大規模設備更新與消費品以舊換新行動方案》；研究加速現代化基礎建設體系建置、持續深入推動長三角一體化高品質發展等工作；討論《中華人民共和國農業技術推廣法》等3部法律的修正案（草案）》。[27]
- 第28次常务会议（2024年3月12日）：討論通過《國務院2024年重點工作分工方案》、《新一輪千億斤糧食產能提升行動方案（2024－2030年）》和《以標準升級助力經濟高品質發展工作方案》；聽取關於推進義務教育優質均衡發展有關舉措的彙報；審議通過《軍人撫恤優待條例（修訂草案）》。[28]
- 第29次常务会议（2024年3月22日）：研究統籌融資信用服務平台建設提升中小微企業融資便利水準的舉措；聽取關於優化房地產政策促進房地產市場平穩健康發展有關情況的彙報；審議通過《國際郵輪在中華人民共和國港口靠港補給的規定（草案）》。[29]
- 第30次常务会议（2024年4月12日）：研究新时代推动中部地区加快崛起有关工作，研究健全解决企业账款拖欠问题长效机制的举措，听取关于节能降碳工作的汇报，部署开展电动自行车安全隐患全链条整治工作。[30]
- 第31次常务会议（2024年4月26日）：听取国务院办公厅关于优化营商环境专项督查调研情况的汇报，审议通过《国有企业管理人员处分条例（草案）》和《关于调整完善工业产品生产许可证管理目录的决定》。[31]
- 第32次常务会议（2024年5月11日）：研究有效降低全社会物流成本有关工作，审议通过《制造业数字化转型行动方案》，部署在全国全面实施三大粮食作物完全成本保险和种植收入保险政策，审议通过《公平竞争审查条例（草案）》和《国务院关于修改〈国家科学技术奖励条例〉的决定（草案）》。[32]
- 第33次常务会议（2024年5月24日）：听取关于行政复议工作情况的汇报，审议通过《关于拓展跨境电商出口推进海外仓建设的意见》。[33]
- 第34次常务会议（2024年6月7日）：研究促进创业投资高质量发展的政策举措，听取关于当前房地产市场形势和下一步构建房地产发展新模式有关工作考虑的汇报，审议通过《关于健全基本医疗保险参保长效机制的指导意见》和《国务院关于实施〈中华人民共和国公司法〉注册资本登记管理制度的规定（草案）》，讨论《中华人民共和国突发公共卫生事件应对法（草案）》。[34]
- 第35次常务会议（2024年6月26日）：听取关于贯彻落实全国生态环境保护大会精神全面推进美丽中国建设工作情况的汇报，研究利用外资工作，部署加强技能人才培养着力解决结构性就业矛盾工作，审议通过《关于加强护士队伍建设优化护理服务的指导意见》和《中华人民共和国保守国家秘密法实施条例（修订草案）》。[35]
- 第36次常务会议（2024年7月5日）[36]
- 第37次常务会议（2024年7月19日）[37]
- 第38次常务会议（2024年7月31日）[38]
- 第39次常务会议（2024年8月19日）[39]
- 第40次常务会议（2024年8月30日）[40]
- 第41次常务会议（2024年9月18日）[41]
- 第42次常务会议（2024年9月29日）[42]
- 第43次常务会议（2024年10月18日）[43]
- 第44次常务会议（2024年10月25日）[44]
- 第45次常务会议（2024年11月8日）[45]
- 第46次常务会议（2024年11月22日）[46]
- 第47次常务会议（2024年12月6日）[47]
- 第48次常务会议（2024年12月16日）[48]
- 第49次常务会议（2024年12月23日）[49]

### 2025年
- 第50次常务会议（2025年1月3日）[50]
- 第51次常务会议（2025年1月17日）[51]
- 第52次常务会议（2025年2月10日）[52]
- 第53次常务会议（2025年2月21日）[53]
- 第54次常务会议（2025年3月12日）[54]
- 第55次常务会议（2025年3月21日）[55]
- 第56次常务会议（2025年3月28日）[56]
- 第57次常务会议（2025年4月18日）[57]
- 第58次常务会议（2025年4月27日）[58]
- 第59次常务会议（2025年5月9日）[59]
- 第60次常务会议（2025年5月23日）[60]
- 第61次常务会议（2025年6月13日）[61]
- 第62次常务会议（2025年6月27日）[62]
- 第63次常务会议（2025年7月16日）[63]
- 常务会议（2025年7月25日）[64]
- 常务会议（2025年7月31日）[65]